# Lekkoatletyka na Letnich Igrzyskach Olimpijskich 1980 – bieg na 800 m mężczyzn
Bieg na 800 metrów mężczyzn podczas XXII Letnich Igrzysk Olimpijskich w Moskwie rozegrano 24 (eliminacje), 25 (półfinały) i 26 lipca 1980 (finał) na Stadionie Łużniki. Zwycięzcą został reprezentant Wielkiej Brytanii Steve Ovett.

## Rekordy

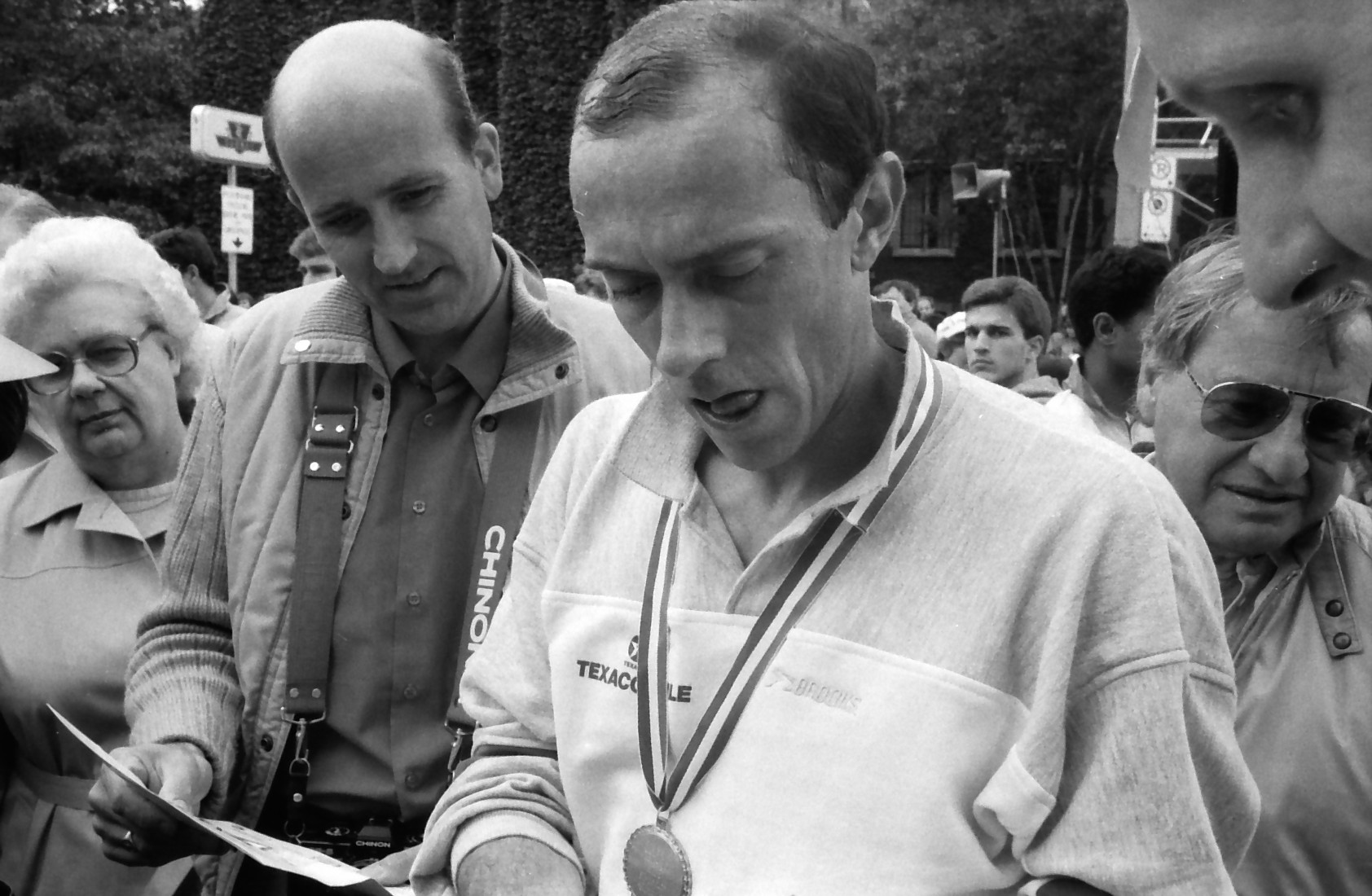
Steve Ovett

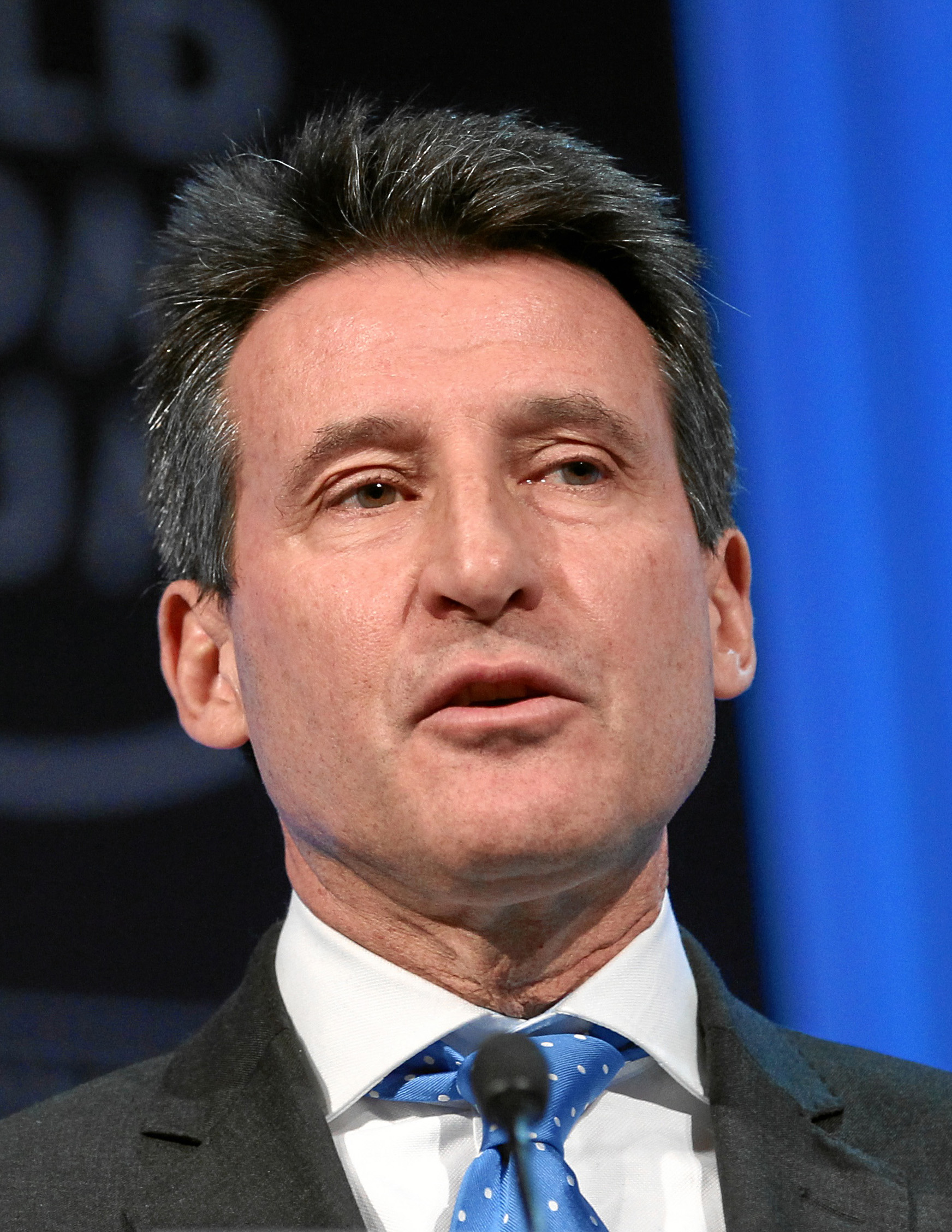
Sebastian Coe

|                   | Zawodnik           | Narodowość      | Czas    | Data               | Miejsce  |
| ----------------- | ------------------ | --------------- | ------- | ------------------ | -------- |
| Rekord świata     | Sebastian Coe      | Wielka Brytania | 1:42,33 | 5 lipca 1979(dts)  | Oslo     |
| Rekord olimpijski | Alberto Juantorena | Kuba            | 1:43,50 | 25 lipca 1976(dts) | Montreal |

## Wyniki
| Poz. - pozycja |
| – rekord świata \| – rekord krajowy \| – rekord życiowy \| = – wyrównany rekord życiowy \| · – najlepszy wynik w sezonie \| = – wyrównany najlepszy wynik w sezonie \| – rekord olimpijski |
| Fn – falstart \| DNF – nie ukończył \| DNS – nie wystartował \| DSQ – zdyskwalifikowany |

### Eliminacje
Rozegrano sześć biegów eliminacyjnych. Do półfinałów awansowało po trzech najlepszych zawodników z każdego biegu (Q) oraz sześciu z najlepszymi czasami spośród pozostałych (q}.

#### Bieg 1
| Poz. | Zawodnik        | Narodowość      | Rezultat | Uwagi |
| ---- | --------------- | --------------- | -------- | ----- |
| 1    | Steve Ovett     | Wielka Brytania | 1:49,4   | Q     |
| 2    | Antonio Páez    | Hiszpania       | 1:49,5   | Q     |
| 3    | Philippe Dupont | Francja         | 1:49,6   | Q     |
| 4    | Sriram Singh    | Indie           | 1:49,8   | q     |
| 5    | Abebe Zerihun   | Etiopia         | 1:50,3   |       |
| 6    | Langa Mudongo   | Botswana        | 1:52,5   |       |
| 7    | Kenneth Hlasa   | Lesotho         | 1:56,1   |       |

#### Bieg 2
| Poz. | Zawodnik           | Narodowość   | Rezultat | Uwagi |
| ---- | ------------------ | ------------ | -------- | ----- |
| 1    | Detlef Wagenknecht | NRD          | 1:47,5   | Q     |
| 2    | Nikołaj Kirow      | ZSRR         | 1:47,5   | Q     |
| 3    | András Paróczai    | Węgry        | 1:47,5   | Q     |
| 4    | Colomán Trabado    | Hiszpania    | 1:47,9   | q     |
| 5    | Musa Luliga        | Tanzania     | 1:49,6   | q     |
| 6    | Jón Didriksson     | Islandia     | 1:51,1   |       |
| 7    | George Branche     | Sierra Leone | 1:54,6   |       |

#### Bieg 3
| Poz. | Zawodnik             | Narodowość | Rezultat | Uwagi |
| ---- | -------------------- | ---------- | -------- | ----- |
| 1    | Andreas Busse        | NRD        | 1:47,4   | Q     |
| 2    | Anatolij Reszetniak  | ZSRR       | 1:47,9   | Q     |
| 3    | Agberto Guimarães    | Brazylia   | 1:48,2   | Q     |
| 4    | William Wuycke       | Wenezuela  | 1:48,5   | q     |
| 5    | Derradji Harek       | Algieria   | 1:49,9   | q     |
| 6    | Tisbite Rakotoarisoa | Madagaskar | 1:50,5   |       |
| 7    | Khaled Hussain       | Kuwejt     | 1:54,6   |       |

#### Bieg 4
| Poz. | Zawodnik         | Narodowość      | Rezultat | Uwagi |
| ---- | ---------------- | --------------- | -------- | ----- |
| 1    | Sebastian Coe    | Wielka Brytania | 1:48,5   | Q     |
| 2    | Roger Milhau     | Francja         | 1:48,5   | Q     |
| 3    | Binko Kolew      | Bułgaria        | 1:48,7   | Q     |
| 4    | Carlo Grippo     | Włochy          | 1:48,9   | q     |
| 5    | Archfell Musango | Zambia          | 1:51,6   |       |
| 6    | Mohamed Makhlouf | Syria           | 1:52,3   |       |
| 7    | Jimmy Massallay  | Sierra Leone    | 2:04,4   |       |

#### Bieg 5
| Poz. | Zawodnik         | Narodowość | Rezultat | Uwagi |
| ---- | ---------------- | ---------- | -------- | ----- |
| 1    | Olaf Beyer       | NRD        | 1:48,9   | Q     |
| 2    | Milovan Savić    | Jugosławia | 1:49,2   | Q     |
| 3    | Owen Hamilton    | Jamajka    | 1:49,3   | Q     |
| 4    | Salem El-Margini | Libia      | 1:50,0   |       |
| 5    | Atre Bezabeh     | Etiopia    | 1:52,7   |       |
| 6    | Adam Assimi      | Benin      | 1:59,9   |       |

#### Bieg 6
| Poz. | Zawodnik               | Narodowość      | Rezultat | Uwagi |
| ---- | ---------------------- | --------------- | -------- | ----- |
| 1    | José Marajo            | Francja         | 1:49,6   | Q     |
| 2    | David Warren           | Wielka Brytania | 1:49,9   | Q     |
| 3    | Mehdi Aidet            | Algieria        | 1:50,4   | Q     |
| 4    | Nigusse Bekele         | Etiopia         | 1:51,1   |       |
| 5    | Sekou Camara           | Gwinea          | 1:58,9   |       |
| 6    | Vongdeuane Phongsavanh | Laos            | 2:05,5   |       |
| 7    | Sahr Kendor            | Sierra Leone    | 2:06,5   |       |

### Półfinały
Rozegrano trzy biegi półfinałowe. Do finału awansowało po dwóch najlepszych zawodników z każdego biegu (Q) oraz dwóch z najlepszymi czasami spośród pozostałych (q}.

#### Bieg 1
| Poz. | Zawodnik          | Narodowość      | Rezultat | Uwagi |
| ---- | ----------------- | --------------- | -------- | ----- |
| 1    | Steve Ovett       | Wielka Brytania | 1:46,6   | Q     |
| 2    | Andreas Busse     | NRD             | 1:46,9   | Q     |
| 3    | Agberto Guimarães | Brazylia        | 1:46,9   | q     |
| 4    | Owen Hamilton     | Jamajka         | 1:47,6   |       |
| 5    | Milovan Savić     | Jugosławia      | 1:47,6   |       |
| 6    | Roger Milhau      | Francja         | 1:48,1   |       |
| 7    | Colomán Trabado   | Hiszpania       | 1:48,1   |       |
| 8    | Mehdi Aidet       | Algieria        | 1:48,2   |       |

#### Bieg 2
| Poz. | Zawodnik        | Narodowość      | Rezultat | Uwagi |
| ---- | --------------- | --------------- | -------- | ----- |
| 1    | Nikołaj Kirow   | ZSRR            | 1:46,6   | Q     |
| 2    | David Warren    | Wielka Brytania | 1:47,2   | Q     |
| 3    | José Marajo     | Francja         | 1:47,3   | q     |
| 4    | Olaf Beyer      | NRD             | 1:47,6   |       |
| 5    | Antonio Páez    | Hiszpania       | 1:47,8   |       |
| 6    | Carlo Grippo    | Włochy          | 1:48,7   |       |
| 7    | András Paróczai | Węgry           | 1:48,8   |       |
| 8    | Sriram Singh    | Indie           | 1:49,0   |       |

#### Bieg 3
| Poz. | Zawodnik            | Narodowość      | Rezultat | Uwagi |
| ---- | ------------------- | --------------- | -------- | ----- |
| 1    | Sebastian Coe       | Wielka Brytania | 1:46,7   | Q     |
| 2    | Detlef Wagenknecht  | NRD             | 1:46,7   | Q     |
| 3    | Binko Kolew         | Bułgaria        | 1:47,3   |       |
| 4    | William Wuycke      | Wenezuela       | 1:47,4   |       |
| 5    | Anatolij Reszetniak | ZSRR            | 1:48,2   |       |
| 6    | Philippe Dupont     | Francja         | 1:49,7   |       |
| 7    | Musa Luliga         | Tanzania        | 1:51,5   |       |
| 8    | Derradji Harek      | Algieria        | 1:51,9   |       |

### Finał
| Poz. | Zawodnik           | Narodowość      | Rezultat | Uwagi |
| ---- | ------------------ | --------------- | -------- | ----- |
| 1    | Steve Ovett        | Wielka Brytania | 1:45,4   |       |
| 2    | Sebastian Coe      | Wielka Brytania | 1:45,9   |       |
| 3    | Nikołaj Kirow      | ZSRR            | 1:46,0   |       |
| 4    | Agberto Guimarães  | Brazylia        | 1:46,2   |       |
| 5    | Andreas Busse      | NRD             | 1:46,9   |       |
| 6    | Detlef Wagenknecht | NRD             | 1:47,0   |       |
| 7    | José Marajo        | Francja         | 1:47,3   |       |
| 8    | David Warren       | Wielka Brytania | 1:49,3   |       |